# HD 147506
HD 147506, também designada de HIP 80076 e HAT-P-2, é uma estrela do tipo F8 com uma magnitude aparente de 8,7 que é um pouco maior e mais quente do que o nosso Sol. A estrela está localizada a cerca de 370 anos-luz de distância a partir da Terra, na constelação de Hércules. Estima-se que ela esteja de 2 a 3 bilhões de anos.

## Sistema planetário
A estrela tem um planeta em sua órbita, o HAT-P-2b, o planeta extrassolar transitante mais massivo descoberto até agora. Com uma massa de 9,04 vezes a massa de Júpiter e uma temperatura superficial estimada em torno de 900 kelvins, completando uma órbita a cada 5,6 dias, este planeta é diferente que qualquer outro planeta anteriormente descoberto em trânsito. O planeta tem uma grande massa (nove vezes a massa de Júpiter), e uma densidade de superfície de 25 vezes superior a exercida pela Terra.